# Pieter Claesz

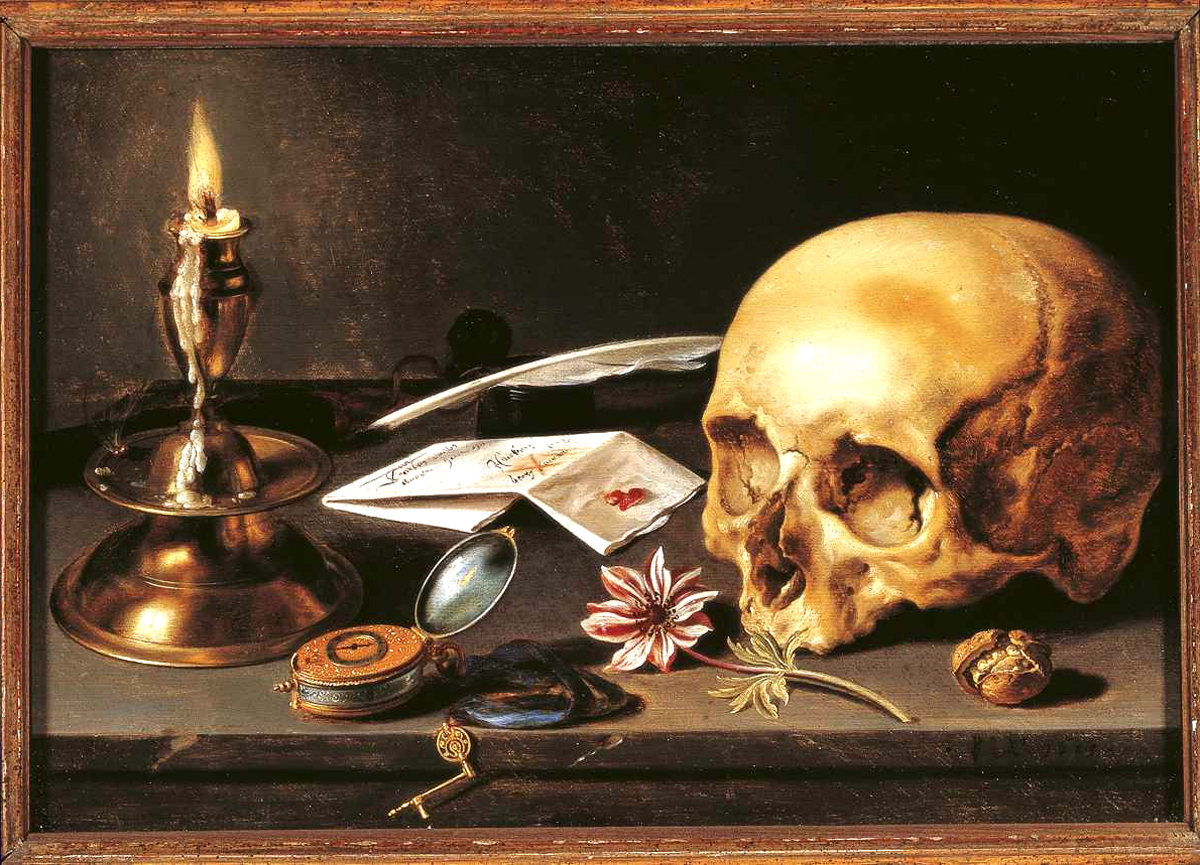
Pieter Clasz Vanitas. Stilleben från 1625.

Pieter Claeszoon, född 1597 eller 1598, död 1661, var en nederländsk konstnär.
Claesz kom från Westfalen till Haarlem, där han påverkades av Frans Hals måleri. Claesz har efterlämnat ett stort antal tavlor, utförda i fin brunaktig ton med bred pensel, mestadels stilleben och liknande.
I Skandinavien finns två tavlor av Claesz på Hallwylska museet. Florence Stephens på Huseby innehade likaledes en målning i sina samlingar.